# Projection de Bottomley
Pour les articles homonymes, voir Bottomley.

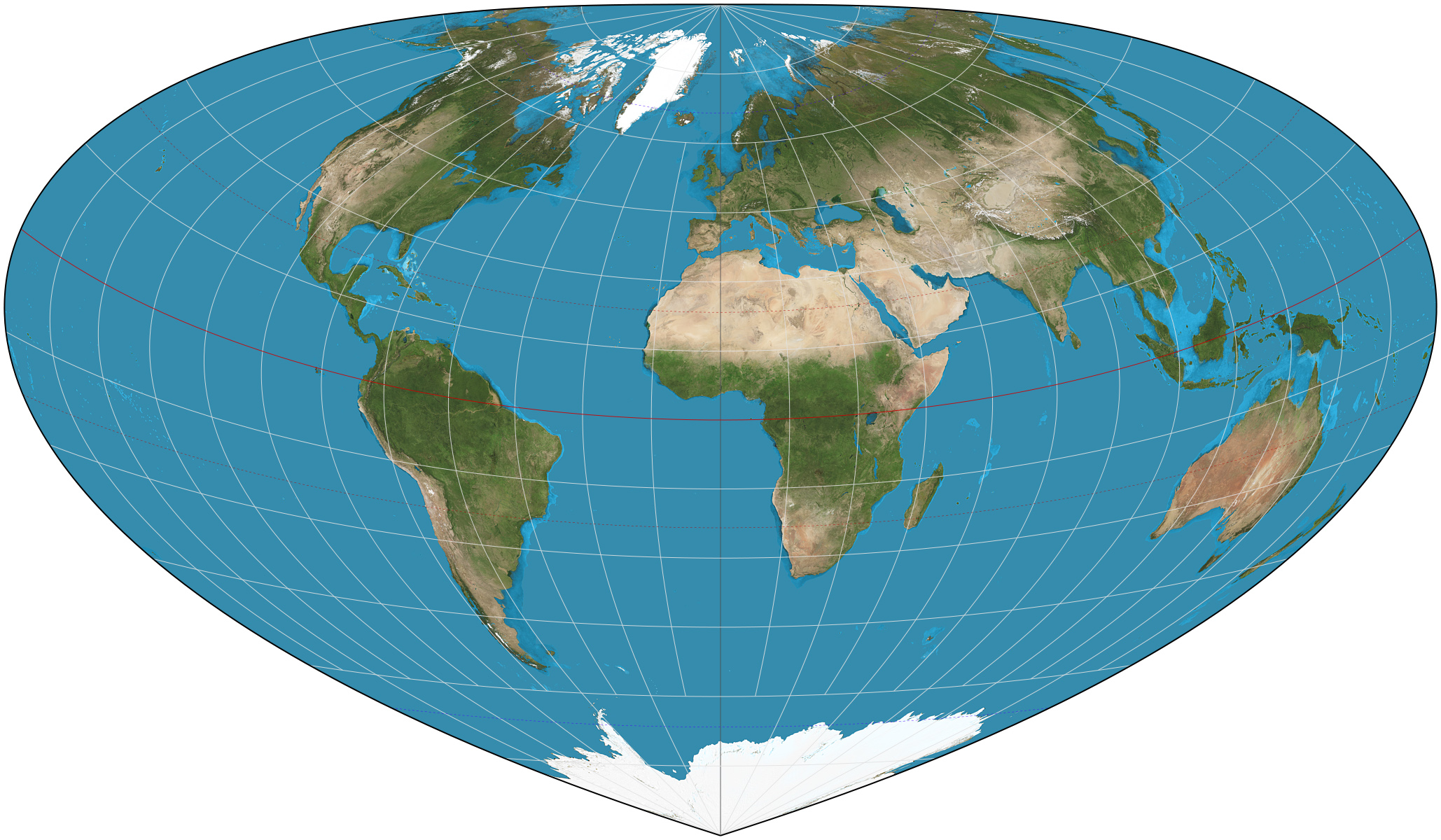
Projection de Bottomley avec parallèle standard à 30° N.

La projection de Bottomley est une projection cartographique pseudo-conique équivalente.  

## Formulation
La projection de Bottomley est définie par les deux équations :
{\displaystyle x={\frac {\rho \sin E}{\sin \varphi _{1}}},\qquad y={\frac {\pi }{2}}-\rho \cos E\,}
où
{\displaystyle \rho ={\frac {\pi }{2}}-\varphi ,\qquad E={\frac {\lambda \sin \varphi _{1}\sin \rho }{\rho }}}
et φ est la latitude, λ est la longitude du méridien central et φ1 est une parallèle qui détermine la forme de la projection, tout en radian.
La projection inverse est alors donnée par :
{\displaystyle {\begin{aligned}\varphi &={\frac {\pi }{2}}-\rho \\\lambda &={\frac {E\rho }{\sin \varphi _{1}\sin \rho }}\end{aligned}}}
où
{\displaystyle \rho ={\sqrt {(x\sin \varphi _{1})^{2}+\left(\varphi _{1}-y+\cot \varphi _{1}\right)^{2}}},\qquad E=\tan ^{-1}\left({\frac {x\sin \varphi _{1}}{\varphi _{1}-y+\cot \varphi _{1}}}\right).}

## Caractéristiques
Les parallèles (c'est-à-dire les lignes de latitude) sont des arcs elliptiques concentriques d'excentricité constante égale à cos φ1, centrés sur le pôle nord. 
Sur le méridien central, les formes ne sont pas déformées, mais ailleurs. 
Différentes projections peuvent être produites en modifiant l’excentricité des arcs, ce qui fait varier cette projection entre la projection sinusoïdale et la projection de Werner. 

## Histoire
Cette projection a été introduite en 2003 par Henry Bottomley comme alternative à la projection de Bonne afin de réduire l'étendue de la distorsion extrême sur les bords et de donner une forme globale plus satisfaisante. 